# Mwenga (territoire)
Le territoire de Mwenga est une entité administrative déconcentrée de la province du Sud-Kivu en république démocratique du Congo.

## Géographie
Le territoire de Mwenga se situe au nord-ouest de la ville de Baraka .
Son altitude varie de  1 500 à 1 800 m au nord-est. Au centre et au sud, elle est de plus ou moins 670 m. A l’est, elle est de plus ou moins 200 m et à l’ouest plus ou moins 670 m.

### Climat et saison
Le territoire de Mwenga jouit d’un climat tropical humide avec deux saisons : la saison sèche qui va de juin à septembre et la saison de pluie qui s’étend de septembre à mai.
La température varie entre 21 et 37 °C dans la majeure partie du territoire et elle est basse dans le secteur d’Itombwe à cause de la haute altitude qui va jusqu’à plus de 2 000 m.

### Hydrographie
Son hydrographie est abondante avec deux affluents du fleuve Congo ; la rivière Elila et Ulindi qui drainent toutes les rivières à l’exception de la rivière Lwiko qui se jette dans la Lwama.

### Relief
Le relief du territoire de Mwenga est constitué de montagnes dans les chefferies de Burhinyi, Luhwinja, des Hauts-plateaux d’Itombwe et de la plaine alluvionnaire du bassin de l’Elila.

### Végétation
La végétation du territoire est principalement constituée de forêt dense et de savane. La faune est riche, le sol est argilo-sablonneux. La forêt abrite la Réserve Naturelle d’Itombwe. Le sous-sol est très riche, il comprend des minerais : Or, Cassitérite, Coltan, Wolframite, etc.

## Commune
Le territoire compte une commune rurale de moins de 80 000 électeurs.
- Kamituga, (7 conseillers municipaux)

## Secteurs
Il est subdivisé en six collectivités, à savoir Itombwe, Wamuzimu, Basile, Lwindi, Luhwinja et Burhinyi.
I. Collectivité Chefferie des Basile compte 10 Groupement : Bawanda, Bizalugulu, Babulinzi, Bashimwenda I et II, Bashilubanda, Bashitonga, Bamunda, Balobola, Batumba.
II. Collectivité Chefferie des Wamuzimu compte 22 :  Bashikumbilwa, Bashikasa, Bashitabyale, Bashibugembe, Banakyungu, Banamukika, Bakongo, Bakute, Bamulinda, Bagezi, Bagunga, Bawandembe, Bingili - Bazala, Bashimwenda (Mulolwa) Basimbi, Bashikamagulu, Baligi, Buse, Babongolo, Balinzi, Banampute, Banakabale.
III. Collectivité Chefferie de Luindi 6 : Mukangala, Ilowe, Ihanga, Kigogo, Kilimbwe, Kalambi, Kionvu
IV. Secteur d'Itombwe : Bashikamagulu, Bashimukindje I et II, Bashimukuma, Basimunyaka, Bashimwenda.
Avec la nouvelle érection des villes en république démocratique du Congo, Mwenga s'est vu détaché de Kamituga qui a eu le statut de Ville et l'installation du maire de la ville.

## Langues
Langues parlées dans ce territoire :
1.Swahili 80%
2.Kilega
3.Mashi 
4.Kibembe 
5.Kinyindu
Dans ce territoire le swahili est la langue parlée par la majorité de la population et dans tous les milieux. Le Kilega est parlé dans les chefferies de Wamuzimu et Basile par les Lega, le mashi, dans les chefferies de Burhinyi et Luhwinja par les Shi, le Kibembe  par les Bembe  dans le secteur d’Itombwe et le kinyindu dans la chefferie de Lwindi par les Nyindu. Il a été difficile d’estimer les langues parlées en termes de pourcentage

## Économie
Principales activités
1.Agriculture, élevage
2.Petit commerce
3.Exploitation artisanale des minerais
4.Chasse
5.Exploitation forestière
L’exploitation artisanale des minerais est l’activité principale dans les chefferies de Wamuzimu et Basile
Il existe une multitude d’opérateurs économiques dans le territoire de Mwenga. Plus de la moitié de ces opérateurs économiques se trouvent la Ville de Kamituga qui n’est plus dans le territoire de Mwenga. Ces entreprises ont comme principales activités le commerce des produits manufacturés (habits, pagnes, matériaux en plastiques, marmites, appareils électroménagers…) en provenance de Bukavu et généralement de Dubaï ; les activités d’exploitation minière artisanale. Les activités économiques du territoire de Mwenga sont concentrées dans la ville de Kamituga.
Principales activités des opérateurs économiques:
1.Commerce général
2.Vente des boissons alcoolisées
3.Transport des personnes et marchandises
4.Activité minière
5.Vente des bétails
Principales activités des PME/PMI
1.Petit commerce, commerce ambulant
2.Activité minière
3.Transport
4.Commerce de bétails
Beaucoup de commerçants vont à Dubaï pour l’achat de marchandises qu’ils viennent vendre à Kamituga.
Grandes entreprises locales
Donnée non disponible
Principaux produits agricoles:
1.Manioc
2.Haricot
3.Arachides
4.Banane
5.Riz
Le produit de l’agriculture, dans ce territoire est destiné à la subsistance. A kitutu, on produit plus le manioc qui est vendu à Kamituga. L’arachide est consommée sous forme de pate appelée « Kindakinda » qui est un aliment locale préféré chez les Balega. Le riz est produit, pour la subsistance à Kitutu.
Principaux produits non agricoles
1.Gibier
2.Chenilles
3.Champignons
4.Huile de palme
Les produits non agricoles les plus consommés dans le territoire de Mwenga sont des produits forestiers non ligneux (chenilles, viande de brousse et champignons). Ils sont prélevés dans les forêts situées non loin des habitations. Les champignons et les chenilles (Milanga, Tukumombo) sont périodiques. Ils sont destinés à la consommation locale. L’huile de palme est produite en faible quantité par quelques habitants. Il est utilisé pour la consommation locale et pour la vente.
Principales sources d’énergie
1.	Bois (braise) à 80%
2.	Électricité à 11%
3.	Solaire à 3%
4.	Pétrole à 5%
5.	Piles à 1%
```
Le courant électrique est une denrée rare à Mwenga. Il n’y a que l’agglomération de la ville de Kamituga qui en bénéficie grâce à la centrale hydroélectrique de Mungombe sur la riviere Zizi. Pour le reste du territoire, ce sont des lampes pétroles qui sont utilisées à la tombée de la nuit dans tous les ménages. En journée les différentes structures et entreprises utilisent des groupes électrogènes fonctionnant avec du pétrole. La MONUSCO utilise le groupe électrogène 24h sur 24. Les panneaux solaires sont utilisés uniquement par l’hôpital de référence et par quelques grandes ONG internationales présentes dans le territoire.
```

Le bois est utilisé pour la cuisine dans les ménages.
Il y a 6 hôpitaux, 7 centres hospitaliers et 99 centres de santé. Par rapport à l’étendue du territoire, le besoin en infrastructures médicales est très grand. Ce qui fait qu’une partie de la population n’a pas accès aux soins médicaux qualifiés. Les structures tenues par les missionnaires sont bien approvisionnées tandis que, celles relevant de l’État connaissent, pour la plupart des difficultés de fonctionnement.
Maladies les plus récurrentes
1.Le paludisme
2.	Le VIH et les IST
3.	Anémies, diabète, hypertension
4.	Diarrhée, cholera, fièvre typhoïde
5.	Tuberculose, épilepsie

## Enseignement

### Enseignement primaire et secondaire
Récemment il y a eu installation d’une nouvelle Province Educationnelle du Sud – Kivu 3, avec une Direction Provinciale, une Inspection Principale Provinciale et une Direction de SECOPE, dont le siège est dans la ville de Kamituga. Cette Province Educationnelle contrôle le Territoire de Mwenga et de Shabunda. 
Présentement dans Mwenga, il y a une Sous Division de l’EPSP et deux Pools Primaires et Secondaires de Mwenga I qui couvre aussi tout Itombwe et Mwenga II qui couvre Burhinyi et Luwhindja
Écoles primaires 745
Écoles secondaires 239
Il y a 8 écoles maternelles, 745 écoles primaires et 239 écoles secondaires. Cependant, la répartition des écoles sur l’étendue du territoire n’est pas disponible. Il se pose un problème de centralisation des données au niveau du territoire. L’administration du territoire ne bénéficie d’aucun frais de fonctionnement, ce qui la rend presque ineffective.

### Enseignement supérieur et universitaire
Universités : 3
Instituts supérieurs : 1
Dans le territoire de Mwenga, Il y a trois : Université Libre de Mwenga, Université du Bassin d'Ulindi et Institut Bâtiment et Travaux Publics et un institut supérieur, ISP Kamituga. Toutes institutions se localisent à Kamituga. Les filières organisées, L’ISDR organisait l’extension à Kamituga avant l’arrêté ministériel interdisant l’organisation des extensions par les institutions.
A l’ISP Kamituga, sont organisées les filières : Anglais (culture africaine), Français (langue africaine), Informatique de gestion, Math Info et Math Physique.

## ONG et Projets
Principales activités
1.Sécurité alimentaire
2.Protection des droits humains
3.Environnement et développement durable
4.Education
5.Santé, eaux et assainissement
6. Le féminisme et la défense des droits des communautés dans l'extraction minière chinoise
Il existe des ONG locales comme APIDE (œuvrant dans la sécurité alimentaire), SIDEM (pour le microcrédit et sécurité alimentaire), etc et internationales telles que IRC (appui aux infrastructures), MALTEZER (appui à la santé), NRC (appui au renforcement de capacités surtout aux affaires foncières et à l’état civil), Word Vision (assistance aux personnes vulnérables), WWF (appui à la conservation de la nature dans la réserve naturelle d’Itombwe), etc .
Principaux projets de développement financés par le Gouvernement
1.PRISS (Projet de Reconstruction des Infrastructures Scolaires), projet en cours
Le principal projet de développement sur financement du gouvernement dans le territoire de Mwenga est le PRISS. Le PRISS a permis la construction (réhabilitation) des écoles. Le nombre d’écoles réhabilitées n’est pas connu à la suite de la non-centralisation des données.
Principaux projets de développement sous financement autre que le Gouvernement
1.Education et TUUNGANE (IRC)
2.Renforcement de capacité à l’administration (état civil)
3.Assistance aux déplacés (Word vision)
4.Conservation de la nature (WWF)
5.Actions pour la conservation de la nature et le développement communautaire, ACNDC
Avec la participation des femmes et filles à la gestion des ressources  naturelles avec des actions comme les expéditions terrestres et aussi l'entrepreneuriat agricole de développement durable et d'accumulation des richesses.
Pour savoir plus sur leur travail visite le site acndc.org  
Il y a d’autres ONG qui opèrent dans le milieu mais qui ne donnent pas de rapport et dont on ignore la source de financement. le WWF appuie la réserve naturelle d’Itombwe.
Accessibilité du territoire
Routes Oui
Voies aériennes Non
Biefs navigables non
Train Non
L’accès au territoire de Mwenga se fait soit par voies routières ou aérienne. La nationale R2 (qui connecte Mwenga au territoire de Walungu, au nord et Shabunda au sud) est la principale voie d’accès. Pendant la saison pluvieuse, l’accès à Mwenga est difficile à cause de l’état de la route. les routes de desserte agricole sont pour la plupart impraticables. La route reliant Mwenga centre au secteur d’Itombwe (environ 100Km) est impraticable. Pour aller à Itombwe, ils traversent quatre territoires (Walungu- Kabare-Bukavu- Uvira-Fizi). Il y a deux pistes d’atterrissage, l’une à Luchiga utilisée par les hélicoptères de BANRO et une autre à Kamituga.
Réseaux de communication
Airtel
Orange
Tigo
Vodacom
Malgré la présence des quatre réseaux de communication, la couverture communicationnelle est très faible.
Attraits touristiques
Parcs Non
Jardins botaniques Non
Jardin zoologiques Non
Chutes d’eau Oui
Sites touristiques Oui
Sites sacrés Oui
Il existe une réserve naturelle d’Itombwe dans laquelle se trouvent des espèces phares de singes, d’oiseaux. La présence de deux espèces de primates menacées d’extinction (Galago matschici et Procolobus badius) fait du massif d’Itombwe un site particulièrement important pour la conservation des primates en Afrique. On y trouve un plus grand nombre d’espèces d’oiseaux ;  589 espèces différentes y ont été repérées et décrites. Le massif d’Itombwe héberge 50 % des espèces de l’avifaune des montagnes d’Afrique, 94 % des espèces caractéristiques des hautes terres d’Afrique centrale (Rift centrafricain) et 89 % de leurs espèces endémiques. Sa flore est fort peu inventoriée scientifiquement jusqu’à ce jour. Néanmoins, les explorations déjà faites, révèlent une grande richesse de plantes avec un haut degré d’endémisme.
Cette réserve est gérée par l’ONG, WWF sous la tutelle de l’ICCN.  C’est un site potentiellement touristique mais limité par l’accessibilité difficile et la situation sécuritaire précaire.
Espèces phares de la faune
•Gorilles de plaine
•Chimpanzé et autres singes
•Les mammifères (Buffle, Antilopes marins)
Espèces phares de la flore
•Lichiche
•Buchai (Lebrunia bushaie)
•Muvula